# It’s Only Rock ’n’ Roll
It’s Only Rock 'n Roll (с англ. — «Это всего лишь рок-н-ролл») — двенадцатый британский и четырнадцатый американский студийный альбом The Rolling Stones, был издан в 1974 году на собственном лейбле группы. Он стал последним альбомом коллектива с гитаристом Миком Тейлором, заглавная песня пластинки косвенно намекала на замену Тейлора, Ронни Вудом. Альбом имеет более выраженное рок-звучание, чем предыдущая работа группы, фанковый и вдохновленный соулом — Goats Head Soup. Пластинка достигла первой строчки в национальном чарте США и стала второй в хит-параде Великобритании.

## Список композиций
Все песни написаны Миком Джаггером и Китом Ричардсом, за исключением отмеченных.
| №  | Название                                                             | Длительность |
| -- | -------------------------------------------------------------------- | ------------ |
| 1. | «If You Can't Rock Me»                                               | 3:46         |
| 2. | «Ain't Too Proud to Beg» (Норман Уайтфилд/Эдди Холланд)              | 3:30         |
| 3. | «It's Only Rock 'n Roll (But I Like It)» (вдохновленная Ронни Вудом) | 5:07         |
| 4. | «Till the Next Goodbye»                                              | 4:37         |
| 5. | «Time Waits for No One»                                              | 6:37         |

| №   | Название                             | Длительность |
| --- | ------------------------------------ | ------------ |
| 6.  | «Luxury»                             | 5:00         |
| 7.  | «Dance Little Sister»                | 4:11         |
| 8.  | «If You Really Want to Be My Friend» | 6:16         |
| 9.  | «Short and Curlies»                  | 2:43         |
| 10. | «Fingerprint File»                   | 6:33         |

## Отзывы
| Оценки критиков                      | Оценки критиков   |
| Источник                             | Оценка            |
| ------------------------------------ | ----------------- |
| AllMusic                             | [ 2 ]             |
| Christgau's Record Guide             | B                 |
| Džuboks                              | (неблагоприятная) |
| The Great Rock Discography           | 6/10              |
| MusicHound                           | 3/5               |
| NME                                  | 6/10              |
| The Rolling Stone Album Guide        | [ 7 ]             |
| Virgin Encyclopedia of Popular Music | [ 5 ]             |

## В записи участвовали
The Rolling Stones
- Мик Джаггер — ведущий и бэк-вокал, гитара на «It’s Only Rock and Roll», электрогитара на «Fingerprint File»
- Кит Ричардс — электрогитара, акустическая гитара, бэк-вокал, бас на «If You Can’t Rock Me»
- Мик Тейлор — электрогитара, акустическая гитара, двенадцатиструнная гитара и слайд-гитара, бэк-вокал, синтезатор на «If You Really Want to Be My Friend» и «Fingerprint File», конга на «Time Waits for No One» и «Luxury», бас на «Fingerprint File»
- Чарли Уоттс — ударные
- Билл Уаймэн — бас, синтезатор на «Time Waits for No One» и «Fingerprint File»

Приглашённые музыканты
- Ники Хопкинс — фортепиано на «Till the Next Goodbye», «Time Waits for No One», «Luxury», «If You Really Want to Be My Friend», и «Fingerprint File»
- Билли Престон — фортепиано на «If You Can’t Rock Me», «Ain’t Too Proud to Beg», «Fingerprint File», клавинет на «Ain’t Too Proud to Beg», «Fingerprint File», орган на «If You Really Want to Be My Friend»
- Иэн Стюарт — фортепиано на «It’s Only Rock 'n Roll», «Dance Little Sister» и «Short and Curlies»
- Рэй Купер — перкуссия
- Blue Magic — бэк-вокал на «If You Really Want to Be My Friend»
- Чарли Джолли — табла на «Fingerprint File»
- Эд Лич — ковбелл на «Ain’t Too Proud to Beg»

Дополнительные музыканты на «It’s Only Rock 'n Roll (But I Like It)»:
- Кенни Джонс — ударные
- Уилли Уикс — бас
- Дэвид Боуи — бэк-вокал
- Ронни Вуд — двенадцатиструнная гитара, бэк-вокал

Технический персонал:
- Энди Джонс и Кит Хэрвуд — звукоинженеры
- George Chkiants — overdub engineer
- Кит Хэрвуд — микширование
- Глин Джонс — микширование трека «Fingerprint File»
- Гай Пелларт[англ.] — дизайн и изображения

## Позиции в хит-парадах

### Альбом
| Год  | Хит-парад            | Высшая позиция |
| ---- | -------------------- | -------------- |
| 1974 | UK Top 50 Albums     | 2              |
| 1974 | Billboard Pop Albums | 1              |

| Чарт (1974)                        | Позиция |
| ---------------------------------- | ------- |
| Италия (FIMI)                      | 38      |
| Канада (RPM Year-End)              | 19      |
| Чарт (1975)                        | Позиция |
| Канада (RPM Year-End)              | 52      |
| США (Billboard Top Popular Albums) | 78      |

## Сертификации
| Регион                                                      | Сертификация | Продажи    |
| ----------------------------------------------------------- | ------------ | ---------- |
| Великобритания (BPI)                                        | Золотой      | 100 000^   |
| Канада (Music Canada)                                       | Платиновый   | 100 000^   |
| США (RIAA)                                                  | Платиновый   | 1 000 000^ |
| ^ Данные о тиражах приведены только на основе сертификации. |              |            |